# Lajoux, Jura
Lajoux är en kommun i departementet Jura i regionen Bourgogne-Franche-Comté i östra Frankrike. Kommunen ligger i kantonen Saint-Claude som tillhör arrondissementet Saint-Claude. År 2022 hade Lajoux 299 invånare.

## Befolkningsutveckling
Antalet invånare i kommunen Lajoux
Referens:INSEE